# Religioni nel Canton Appenzello Esterno
Le religioni nel Canton Appenzello Esterno sono principalmente quella cristiana riformata e quella cattolica, oltre a una percentuale della popolazione senza appartenenza religiosa. Tuttavia, all'epoca della separazione dal Canton Appenzello Interno, avvenuta proprio per motivi religiosi, il cantone era strettamente di confessione protestante. Nel corso del XX secolo è aumentata la componente cattolica, e dopo gli anni 1970 quella delle persone senza appartenenza religiosa.

## Storia

### Dalla formazione del cantone al XVIII secolo

Illustrazione della cappella commemorativa della battaglia dello Stoos

Nel semicantone di Appenzello Esterno, nato in seguito a contrasti confessionali, i rapporti fra Chiesa e politica erano molto stretti sia a livello comunale sia a livello cantonale. Quando, nel 1599, in seguito al cosiddetto affare Tanner, Appenzello Esterno si costituì quale Stato indipendente e riformato, la prima conseguenza pratica fu l'espulsione della minoranza cattolica. Questo particolare statuto venne difeso ostinatamente fino a XIX secolo inoltrato. Zurigo era il centro di riferimento sia sul piano politico, per consigli e protezione, sia in materia religiosa: Appenzello Esterno si allineava alle posizioni assunte dalla città di Zwingli, che fino al 1700 circa inviò nel cantone pure qualche predicatore.
Nel XVIII secolo iniziarono ad affermarsi i pastori locali, da cui in alcuni casi ebbero origine vere e proprie dinastie. Designati dai comuni, in genere i pastori erano mal pagati e quindi costretti a integrare le entrate con l'insegnamento, il piccolo commercio, il lavoro artigianale a domicilio o attività pubblicistiche: ad alcuni di essi — Bartholomäus Anhorn (il Vecchio), Bartholomäus Bischofberger e Gabriel Walser — si devono i primi trattati sulla natura e la storia del Paese. Ad Appenzello Esterno vi erano due istituzioni ecclesiastiche parallele: il sinodo sangallese, fondato nel 1544 e di cui fino al 1757 fecero parte pastori appenzellesi e sangallesi, e un sinodo appenzellese, costituitosi nel 1602 e in seguito sottoposto al controllo dello Stato. I "mandati cantonali", insieme di norme relative alla disciplina ecclesiale, emanate in genere dal doppio Consiglio (Zweifache Landrat) e lette dal pulpito, costituiscono la migliore testimonianza dell'influsso dell'autorità politica sulla Chiesa. Intorno al 1600 venne istituito un Concistoro o tribunale matrimoniale cantonale, i cui canoni rimasero in vigore dal 1655 al 1816, al quale vennero affiancati tribunali comunali incaricati di tutelare la moralità. Queste istanze vennero soppresse solo nel 1875. Le disposizioni di matrice religiosa contenute nel Codice cantonale, il cosiddetto Landbuch, trovarono un complemento importante in un'ordinanza ecclesiale, la Kirchenordnung der christlichen Gemeinden des Lands Appenzell der Usseren Roden, varata nel 1689 dopo annose dispute, che in base al vecchio principio dell'autonomia parrocchiale riconosceva a ogni comune il diritto di mantenere le proprie usanze religiose tradizionali.

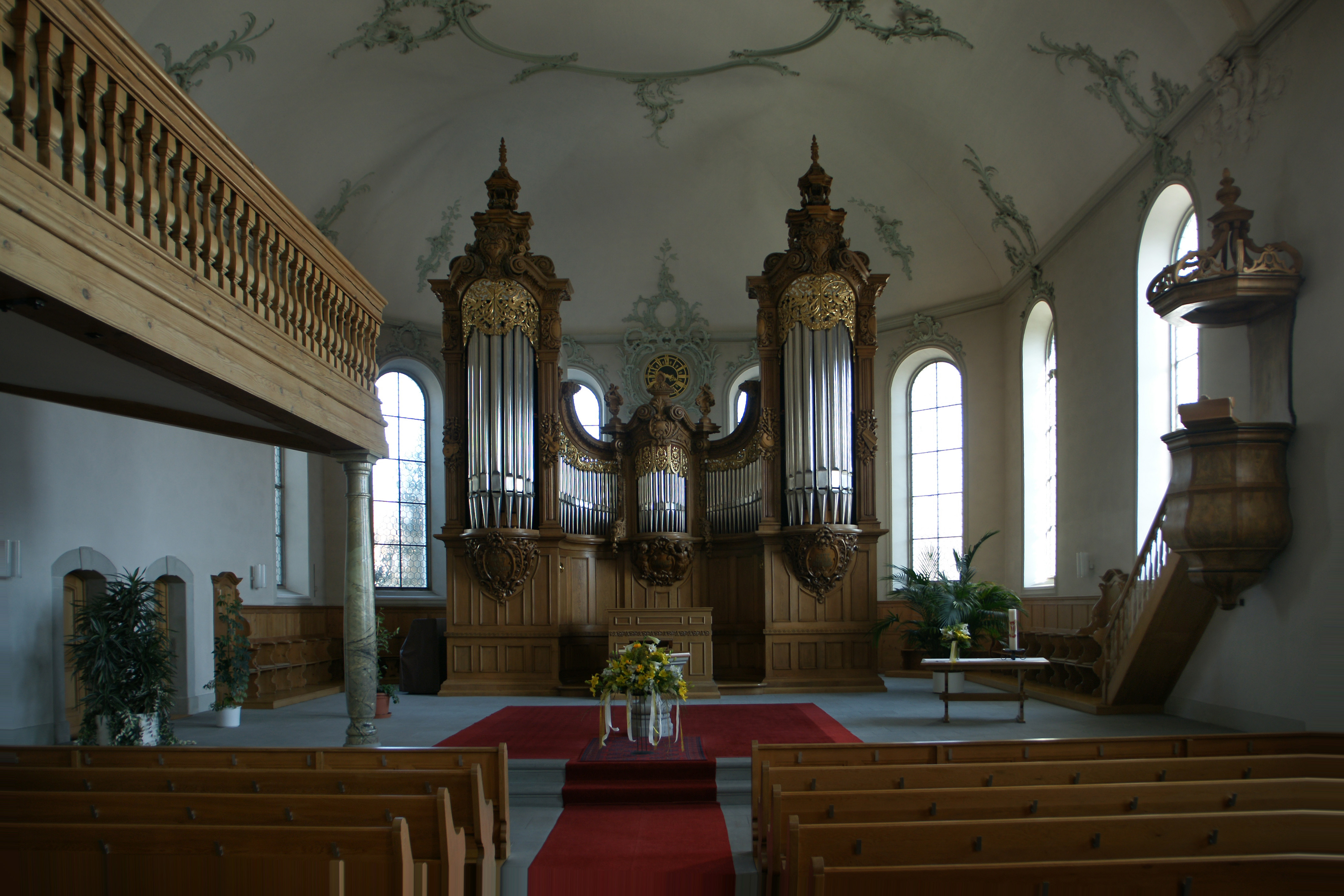
Interno della chiesa riformata di Gais

Nel XVI secolo con il movimento anabattista emersero le prime tendenze religiose non conformiste. Ulteriori riserve nei confronti dell'ortodossia riformata si manifestarono più tardi all'interno di correnti pietiste cui aderirono alcuni pastori e nella sopravvivenza di usi e tradizioni osteggiate in quanto ritenute pagane o cattoliche, come i cortei mascherati di S. Silvestro o Silvesterklausen e altri rituali carnevaleschi, le sagre (Kilbi) o le feste in alpeggio (Alpstubeten). Nel XVIII secolo esercitarono una certa attrattiva varie sette e movimenti separatisti. L'insegnamento scolastico, limitato alle nozioni di catechismo e alle materie religiose, e la frequenza regolare al servizio divino costituivano nel XVII secolo il solo nutrimento intellettuale del popolo, del tutto privo di altri stimoli culturali.

### XIX e XX secolo

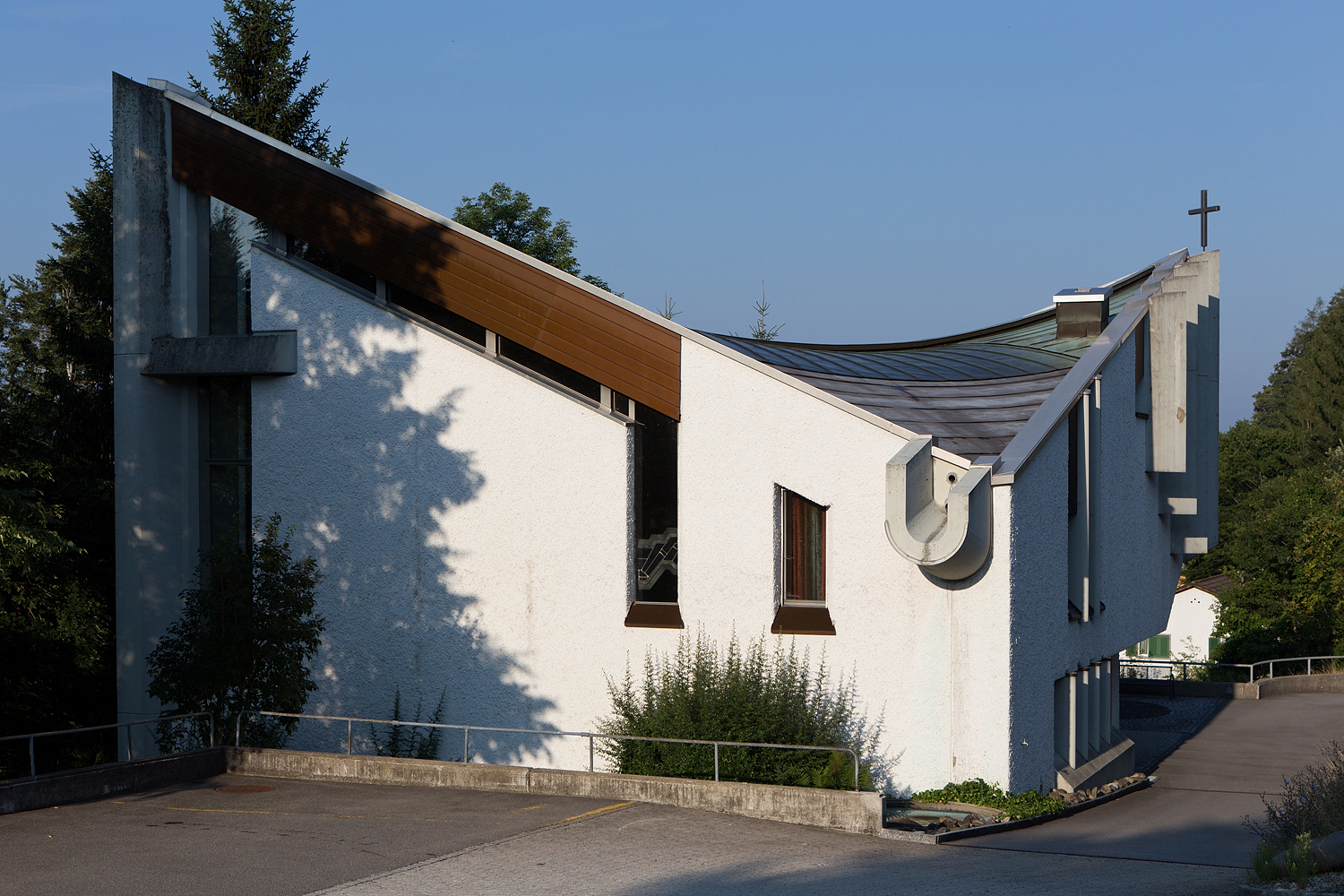
La chiesa cattolica a Rehetobel

Nel XIX secolo in campo religioso continuò a essere dominante la Chiesa cantonale evangelico-riformata (indipendente dallo Stato dal 1877), che in alcune località si divise tra correnti pietiste e di tendenza radicale. La Chiesa, che dal 1977 comprende tutti i comuni appenzellesi eccetto Lutzenberg, è retta da un sinodo il cui organo supremo è il Consiglio ecclesiastico composto da cinque membri. I cattolici, prima assistiti da sacerdoti di altri cantoni, dal 1867 si organizzarono in comunità parrocchiali: riunite in un'associazione e in genere comprendenti più comuni, erano nove nel 1975. Le parrocchie, appartenenti al decanato di Appenzello, sul piano amministrativo dipendono dalla diocesi di San Gallo. Nel XIX secolo ha fatto la sua comparsa anche la Chiesa evangelico-metodista, con un tempio a Herisau costruito nel 1892 e uno a Teufen costruito nel 1910. Dopo il 1860, assieme ai movimenti stranieri del Risveglio, hanno assunto una certa importanza le Chiese libere e comunità religiose particolari (battisti, pentecostali, neoapostolici, testimoni di Geova). La Costituzione cantonale del 1995 riconosce come enti di diritto pubblico la Chiesa evangelico-riformata e quella cattolico-romana, e stabilisce la loro autonomia nel regolare le rispettive questioni interne.

## Appartenenza religiosa
All'inizio del XX secolo più del 90% della popolazione di Appenzello Esterno era di religione riformata.  A partire dagli anni 1940 si osserva un aumento della proporzione di popolazione di religione cattolica, che a partire dal 1970-1980 raggiunse una percentuale di circa il 30%. Dagli anni 1980 ha cominciato a essere rilevante anche la componente di popolazione senza confessione, che nel 2020 risulta essere circa un quarto della popolazione. Sempre dagli anni 1980 hanno assunto un maggior peso le confessioni cristiane diverse da quella cattolica e riformata e altre religioni. In conseguenza del frammentarsi dell'appartenenza religiosa, dal 2010 la popolazione riformata era meno del 50% pur restando maggioranza relativa.
Rispetto alla media svizzera, nel 2020 il cantone aveva una percentuale superiore di popolazione riformata e una inferiore di popolazione cattolica romana. Minore era il peso delle persone senza appartenenza religiosa e di religione diversa da quella cristiana.
PercentualeAnno0204060801001900192019401960198020002020Chiesa cattolica protestanteChiesa cattolica romanaChiesa cattolica cristianaChiesa cattolica ortodossaAltre comunità cristianeConfessione ebraicaComunità islamicheAltre chiese e comunità religioseNessuna appartenenza religiosaSenza indicazioneAppartenenza religiosa della popolazione res...
██ Svizzera
██ Appenzello Esterno